# Васильковский, Александр Алексеевич
Александр Алексеевич Васильковский (англ.  Олександр Олексійович Васильківський; 6 июня 1940, Царичанка, Днепропетровская область, Украина) — советский и украинский писатель, журналист и литературный критик, публицист. Член Союза писателей Украины (с 1973). Лауреат премии Ленинского комсомола Украины имени Н. А. Островского (1976) и Всесоюзной премии имени М. Горького (1982).

## Биография
В 1965 году окончил факультет журналистики Львовского государственного университета им. И. Я. Франко, одновременно с обучением в 1962—1965 годах работал в редакции львовской газеты «Ленінська молодь» (рус. «Ленинская молодежь»).
Работал в редакциях львовских и киевских областных газет.
В 1965—1981 годах был корреспондентом, заведующим отделом, ответственным секретарём в киевском издательстве «Молодая гвардия».
В 1981—1982 — старший редактор отдела прозы издательства «Радянський письменник» (рус. «Советский писатель», ныне «Український письменник»).
С 1982 — редактор отдела прозы, ответственный секретарь, заместитель главного редактора журнала «Київ».

## Творчество
Автор ряда публицистических статей, рассказов, повестей и романов. Пишет документальную проза. Литературный критик.
В первых произведениях отдал дань романтизму, ныне в своих книгах обращается в будничной «жизни посреди жизни», исследует проблемы добра и зла, поиски человеком своего места в мире. Творческая манера А. Васильковского характеризуется психологизмом и пластичностью образов, ирреалистическими вкраплениями в повествование. Роман «Число сатани» (К., 2003) построен на соединении фантастики и реальных условий киевской жизни в конце 1980-х годов. Отдельные произведения прозаика печатались на русском, венгерском, чешском, словацком, немецком, казахском языках..

## Избранные произведения
- 1967 — «Полиновий вітер» (для детей и юношества),
- 1968 — «Сині журавлі»,
- 1968 — «Останній день літа»,
- 1972 — «Під крилом осені»,
- 1973 — «Мить вертання» (рус. перевод — Москва, 1976),
- 1979 — «Березова кладь»,
- 1983 — «…І всі хто не забув» (рус. перевод — Москва, 1987),
- 1983 — «Причали наші»,
- 1986 — «Поки є час»,
- 1989 — «Сорок днів»,
- «Вертикаль»,
- «Плинів вітер»,
- 2003 — «Число сатани»,
- сборники рассказов.